# Rødsand
Rødsand est une localité du comté de Troms, en Norvège.

## Géographie
Administrativement, Rødsand fait partie de la kommune de Tranøy.